# 紀元前150年代
紀元前150年代（きげんぜんひゃくごじゅうねんだい）は、西暦による紀元前159年から紀元前150年までの10年間を指す十年紀。

## できごと
- マルクス・ポルキウス・カト・ケンソリウスが全ての演説の最後に「カルタゴ滅ぶべし」という言葉をつけ始めた。

### 紀元前154年
- 呉楚七国の乱。

### 紀元前150年
- ミロのヴィーナスの製作が開始され、紀元前125年に完成した。

## 誕生
- 紀元前156年 - 武帝:前漢の皇帝
- 紀元前154年 - ガイウス・グラックス：ローマの政治家